# David Anderson (homme politique anglais)
David Anderson (né le 2 décembre 1953) est un homme politique travailliste britannique qui est député de Blaydon de 2005 à 2017.

## Jeunesse
Anderson est né à Sunderland. Il fait ses études à la Maltby Grammar School, au Durham Technical College, au Doncaster Technical College et à l'université de Durham. Il travaille comme mineur de 1969 à 1989 à la mine Eppleton près de Hetton-le-Hole, puis comme travailleur social jusqu'à son entrée au Parlement. Pendant son emploi de travailleur social, il est également militant au sein du syndicat du secteur public UNISON et en est le président de 2003 à 2004.

## Carrière parlementaire
Anderson est élu pour la première fois aux élections générales de 2005, après le départ du député travailliste de Blaydon John David McWilliam.
Au Parlement, Anderson est membre de la commission des affaires d'Irlande du Nord à partir de 2005, s'intéressant depuis longtemps au processus de paix en Irlande du Nord, et est également membre de la commission de la procédure de la Chambre des communes pendant un an. En 2006, il est nommé secrétaire parlementaire privé du ministre de l'Éducation et des Compétences Bill Rammell.
Anderson préside le groupe Labour Friends of Iraq, un organisme voué à soutenir les Irakiens ordinaires alors qu'ils tentent de reconstruire leur vie . Dans une interview accordée en 2008 à SOMA Digest, Anderson appelle à la mise en œuvre de l'article 140 de la constitution irakienne concernant le processus de normalisation de Kirkouk et d'autres villes autrefois arabisées. Il appelle également à résoudre le problème kurde en Turquie de manière démocratique.
Anderson est nommé responsable parlementaire de l'éducation et du sport par le groupe antiraciste Show Racism The Red Card. Il est actif dans la campagne pour annuler une décision de la Chambre des lords qui aurait eu un impact dévastateur sur les personnes souffrant d'asbestose, de mésothéliome pleural et de mésothéliome péritonéal, toutes des maladies invalidantes causées par l'exposition à l'amiante.
Bien que le parti travailliste ait perdu les élections générales de 2010, la majorité d'Anderson dans la circonscription de Blaydon passe de 5 335 en 2005 à 9 117 voix, avec un taux de participation de 44 913 électeurs (66,2%).
Il est nommé le 27 juin 2016 secrétaire d'État pour l'Irlande du Nord du cabinet fantôme par Jeremy Corbyn, à la suite de démissions. Le 1er juillet, il est nommé secrétaire d'État pour l'Écosse du cabinet fantôme, en remplacement de Ian Murray qui a démissionné cinq jours plus tôt. Lors de l'élection générale anticipée de juin 2017, Anderson décide de ne pas se représenter. Le parti travailliste conserve son siège aux élections.